# Inonotus obliquus
Chaga (latinización de la palabra rusa 'чага' ), (Inonotus obliquus), también conocido como nariz de carbón, es un hongo de la familia Hymenochaetaceae. Es un hongo parásito en el abedul blanco y otros árboles. La nariz estéril se forma de manera irregular y tiene la apariencia de carbón quemado. El cuerpo fértil se puede encontrar muy raramente como un hongo resupinate (crustose) sobre o cerca del cimiento, usualmente aparece después de que el árbol huésped está completamente muerto. I. obliquus crece en bosques de abedul de Rusia, Corea, este o norte de Europa, áreas del norte de los Estados Unidos, en las montañas de Carolina del Norte y Canadá. El hongo chaga se considera un hongo medicinal que tiene un lugar entre los remedios caseros de Rusia y este de Europa. 

## Uso medicinal
Desde el siglo XVI,existen registros de que el hongo chaga se usó como remedio casero y en medicina botánica de países del Este de Europa como remedio para el cáncer, gastritis, úlceras, y tuberculosis de los huesos. Una reseña del 2010, estableció, "Desde el siglo XVI, chaga se ha utilizado como un remedio casero efectivo en Rusia y Europa del Norte para tratar varios tipos de tumores humanos malignos así como otras enfermedades en ausencia de algún efecto secundario tóxico inaceptable¨. Las investigaciones químicas muestran que I. obliquus produce un diverso rango de metabolitos secundarios incluyendo compuestos fenólicos, melaninas, y triterpenoides tipo lanostane . Entre ellos se encuentran los componentes activos de antioxidante, antitumoral, y actividades antivirales; y para mejorar la inmunidad humana contra las infecciones de microbios patógenos. Sin embargo, geográficamente este hongo se encuentra restringido a hábitats muy fríos y crece muy lentamente, lo cual sugiere que el chaga no es una fuente confiable de estos compuestos bioactivos. Todos los intentos para el cultivo de un es bacteriano 
hongo axénicamente resultaron en una reducción de la producción de metabolitos bioactivos." En 1958, estudios científicos en Finlandia y Rusia encontraron que el hongo Chaga proporciona un efecto trascendental en cáncer de seno, cáncer de hígado, cáncer del útero, y cáncer gástrico, así como en hipertensión arterial y diabetes.
En China, Japón y Corea del Sur se producen extractos de agua caliente del complejo no lineal (1<-3) y (1<-6) polisacáridos ß-glucan que se encuentra en el hongo Chaga y otros hongos de la familia Basidiomycota, los cuales se venden y exportan como suplementos medicinales anticáncer. Las propiedades biológicas de preparaciones crudas de esos β-glucanos específicos se han estudiado desde 1960. Aunque esas moléculas exhiben un amplio rango de funciones biológicas, incluyendo actividad anti-tumor, su habilidad para prevenir un amplio rango de infecciones experimentales se ha estudiado con mayor detalle. Investigación Científica reciente en Japón y China se enfoca más en el potencial anti-cáncer y mostró que los efectos de esos polisacáridos específicos son comparables a la Quimioterapia y Radiación, pero sin los efectos secundarios. Investigaciones posteriores indicaron que estos polisacáridos tienen fuertes propiedades antiinflamatorias y de balanceo del sistema inmune, estimulando al cuerpo a producir células NK (natural killer:célula asesino natural) para combatir infecciones y el crecimiento de tumores, en lugar de mostrar un toxicidad directa en contra de los patógenos. Esta propiedad hace que los suplementos con base en polisacáridos se destaquen entre los productos farmacéuticos estándar, ya que no habrá ningún efecto secundario, el cuerpo se está curando a sí mismo. El herbalista David Winston sostiene que es el hongo medicinal anticáncerigeno más potente. El laureado literato ruso Premio Nobel Alexandr Solzhenitsyn escribió dos páginas sobre el uso medicinal y el valor del hongo Chaga en su novela autobiográfica, basándose en sus experiencias en un hospital en Taskent, "Cancer Ward" (1968).
El betulinol y el ácido betulínico, son compuestos que se encuentran naturalmente en el hongo chaga y los abedules. Estos compuestos se están estudiando para uso como agente quimioterapéutico. Mientras que el betulinol encontrado en el abedul blanco es indigerible por los humanos, el hongo chaga la convierte en una forma que puede ser digerida oralmente. En un estudio utilizando animales, los investigadores encontraron que el betulinol del abedul bajó el colesterol, la obesidad y mejoró la resistencia a la insulina.

## Preparación

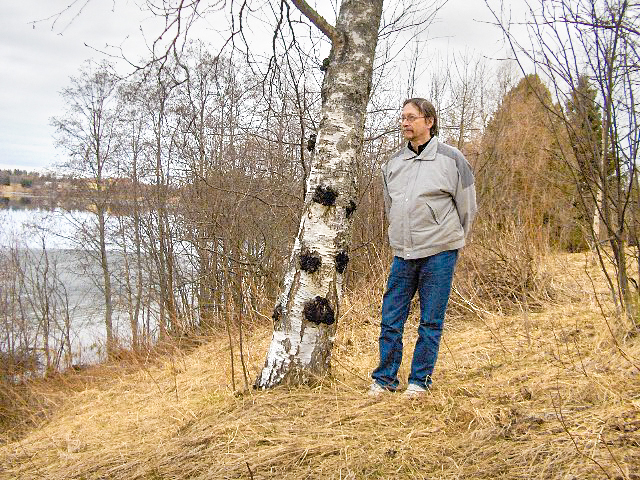

El hongo chaga se suele rallar en un polvo fino y se utiliza para preparar una bebida parecida al café. Sin embargo, para uso medicinal es necesario un proceso de extracción. Los principales ingredientes activos, los polisacáridos, se encuentran en la quitina superficie del hongo chaga, parte mayormente indigerible. Se necesita un proceso de extracción mediante agua caliente o etanol para poder consumirlo. Los estudios científicos e investigación también se basan generalmente en extractos.

## Investigación
En 1998 hubo un estudio en Polonia que demostró que el hongo chaga inhibe el crecimiento de tumores. Noda y sus colegas encontraron que el betulinol parece trabajar de manera altamente selectiva sobre las células de tumor debido a que el pH interior de los tejidos de tumor es generalmente más bajo que el de tejido normal, y el ácido betulinico es activo solamente a esos bajos niveles. Fulda et al. encontraron en 1997 que una vez dentro de las células, el ácido betulínico induce la apóptosis (muerte programada de las células) en los tumores.[cita requerida] En el 2005, I. obliquus fue evaluado por su potencial para proteger contra el daño oxidativo al ADN en linfocitos humanos. El estudio encontró que el extracto polifenólico protegió esas células contra el estrés oxidativo inducido de peróxido hidrógeno. Otro estudio ese mismo año encontró que el endo-polisacárido del hongo Chaga produjo un efecto anti-cáncer indirecto vía inmuno-estimulación. El endo-polisacárido mycelial de I. obliquus fue identificado como un candidato para uso como modificador de la respuesta inmune e indica que el efecto anti-cáncer del endo-polisacárido no es directamente tumoricida sino inmuno-estimulador. También tiene propiedades antiinflamatorias. Saitoh Akiko publicó sobre los efectos antimutagénicos del hongo Chaga en 1996, y Mizuno et al. publicaron sobre las actividades anti-tumor e hipoglicémicas de los polisacáridos de la esclerotia y micelio del hongo Chaga.
Debido a la actividad hipoglicémica de los polisacáridos se debe tener precaución en aquellas personas con hipoglicemia.

## Literatura
- Smith JE, Rowan NJ, Sullivan R Medicinal Mushrooms: Their Therapeutic Properties and Current Medical Usage with Special Emphasis on Cancer Treatments, 2001
- Cristina Lull, Harry J. Wichers, and Huub F. J. Savelkoul "Antiinflammatory and Immunomodulating Properties of Fungal Metabolites", Wageningen University and Research Center, The Netherlands 2005
- Ulrike Lindequist, Timo H. J. Niedermeyer, and Wolf-Dieter Jülich " The Pharmacological Potential of Mushrooms", Oxford University Press 2005
- Andrea T. Borchers, Anita Krishnamurthy, Carl L. Keen, Frederick J. Meyersà, and M. Eric Gershwin "Immunobiology of Mushrooms", Society for Experimental Biology and Medicine 2008